# Chiesa dei Santi Maria e Zenone (Borso del Grappa)
La chiesa arcipretale dei Santi Maria e Zenone è la parrocchiale di Borso del Grappa, in provincia di Treviso e diocesi di Padova; fa parte del vicariato di Crespano del Grappa.

## Storia

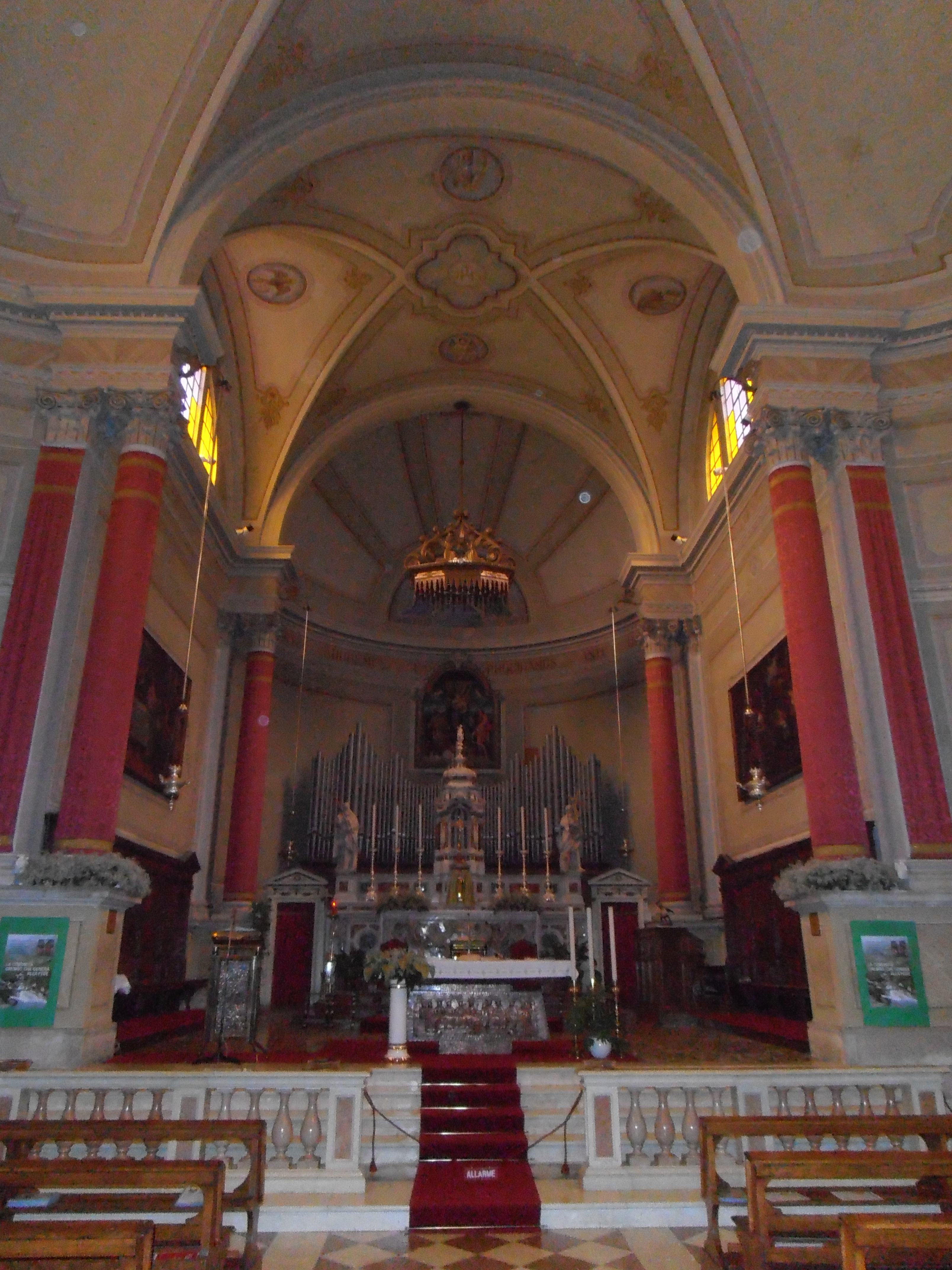
Il presbiterio

Sembra che il cristianesimo si sia diffuso nella zona di Borso già nel IV secolo e che la prima chiesa fosse dedicata a Sant'Andrea, alla quale si sostituì in un periodo successivo un'altra dedicata a san Zenone. È documentato il fatto che, nel XIII secolo, la chiesa di Borso dipendeva dalla pieve di Sant'Eulalia. Nel 1695 parte della chiesa crollò in seguito ad un terremoto e fu riparata alla meglio. Questo edificio fu riedificato alla fine del XVIII secolo su progetto di Antonio Gaidon. 
L'attuale parrocchiale venne edificata tra il 1910 e il 1929 e fu consacrata nel 1939.